# Leichtathletik-Europameisterschaften 1974/Dreisprung der Männer

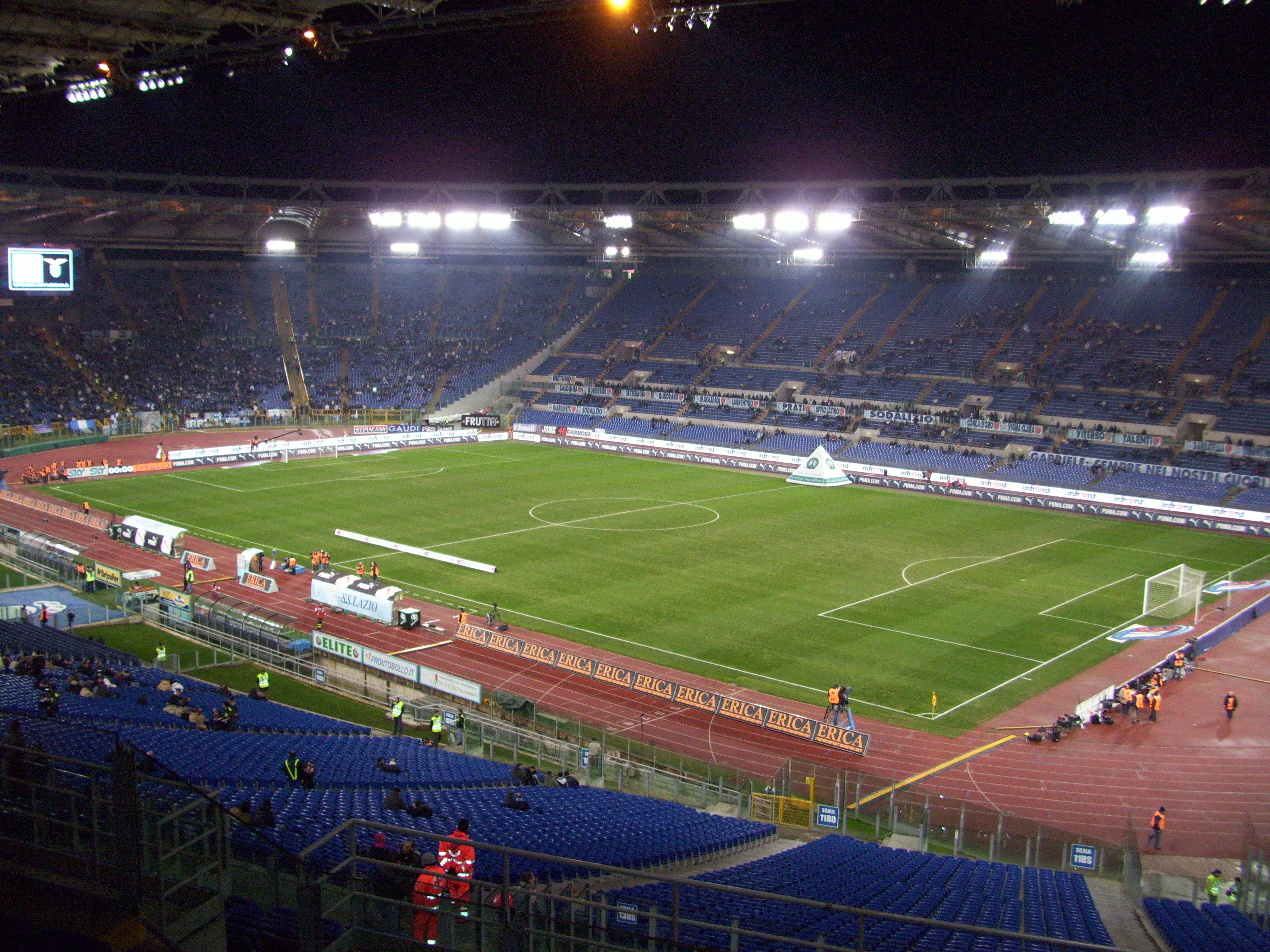
Das Olympiastadion von Rom im Jahr 2009

Der Dreisprung der Männer bei den Leichtathletik-Europameisterschaften 1974 wurde am 8. September 1974 im Olympiastadion von Rom ausgetragen.
Europameister wurde der zweifache Olympiasieger (1968/1972), Europameister von 1969 und Vizeeuropameister von 1971 Wiktor Sanejew aus der Sowjetunion. Den zweiten Platz belegte der rumänische EM-Dritte von 1971 Carol Corbu. Der Pole Andrzej Sontag gewann die Bronzemedaille.

## Bestehende Rekorde
| Weltrekord           | 17,44 m | Wiktor Sanejew | Sochumi, Sowjetunion (heute Abchasien in Georgien) | 17. Oktober 1972   |
| Europarekord         | 17,44 m | Wiktor Sanejew | Sochumi, Sowjetunion (heute Abchasien in Georgien) | 17. Oktober 1972   |
| Meisterschaftsrekord | 17,34 m | Wiktor Sanejew | EM Athen, Griechenland                             | 17. September 1969 |

Der bestehende EM-Rekord wurde bei diesen Europameisterschaften nicht eingestellt und nicht erreicht. Mit seiner Siegweite von 17,23 m blieb der sowjetische Europameister Wiktor Sanejew elf Zentimeter unter seinem eigenen Rekord. Zu seinem eigenen Welt- und Europarekord fehlten ihm 21 Zentimeter.

## Qualifikation
Aufgrund der geringen Zahl von nur fünfzehn Teilnehmern entfiel die für den 8. September, 9:00 Uhr, vorgesehene Qualifikation. Alle Dreispringer traten am Nachmittag desselben Tages zum Finale an.

## Finale
8. September 1974, 16:00 Uhr
| Platz | Name                  | Nation           | Weite (m) |
| ----- | --------------------- | ---------------- | --------- |
| 1     | Wiktor Sanejew        | Sowjetunion      | 17,23     |
| 2     | Carol Corbu           | Rumänien         | 16,68     |
| 3     | Andrzej Sontag        | Polen            | 16,61     |
| 4     | Jörg Drehmel          | DDR              | 16,54     |
| 5     | Michał Joachimowski   | Polen            | 16,53     |
| 6     | Lothar Gora           | DDR              | 16,42     |
| 7     | Jiří Vyčichlo         | Tschechoslowakei | 16,37     |
| 8     | Nikolai Sinitschkin   | Sowjetunion      | 16,17     |
| 9     | Pentti Kuukasjärvi    | Finnland         | 16,12     |
| 10    | Apostolos Kathiniotis | Griechenland     | 15,99     |
| 11    | Ryszard Garnys        | Polen            | 15,97     |
| 12    | Michail Segal         | Sowjetunion      | 15,89     |
| 13    | Bernard Lamitié       | Frankreich       | 15,83     |
| 14    | Kristen Fløgstad      | Norwegen         | 15,07     |
| 15    | Ezio Buzzelli         | Italien          | 12,84     |

Nach zwei Olympiasiegen (1968/1972). dem EM-Titel 1969 und der Vizeeuropameisterschaft 1971 wurde Wiktor Sanejew (hier auf einer abchasischen Briefmarke) zum zweiten Mal Europameister
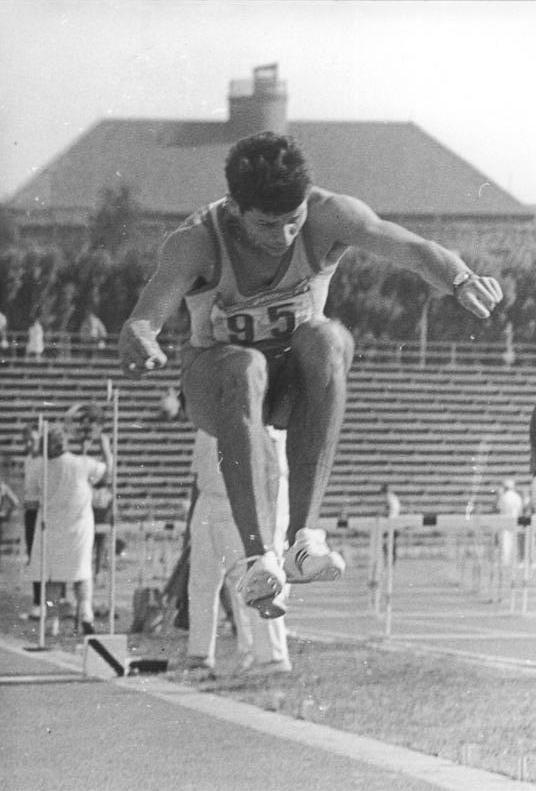
Der Titelverteidiger und Olympiazweite von 1972 Jörg Drehmel erreichte Platz vier
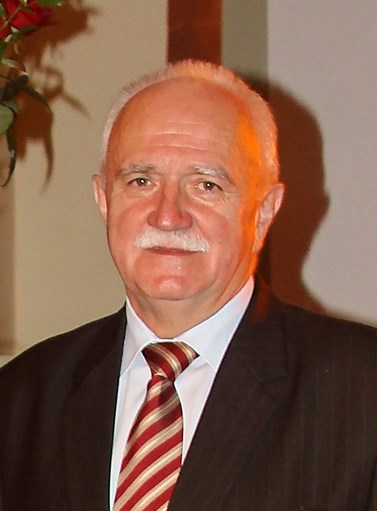
Michał Joachimowski (hier im Jahr 2010) kam auf den fünften Platz
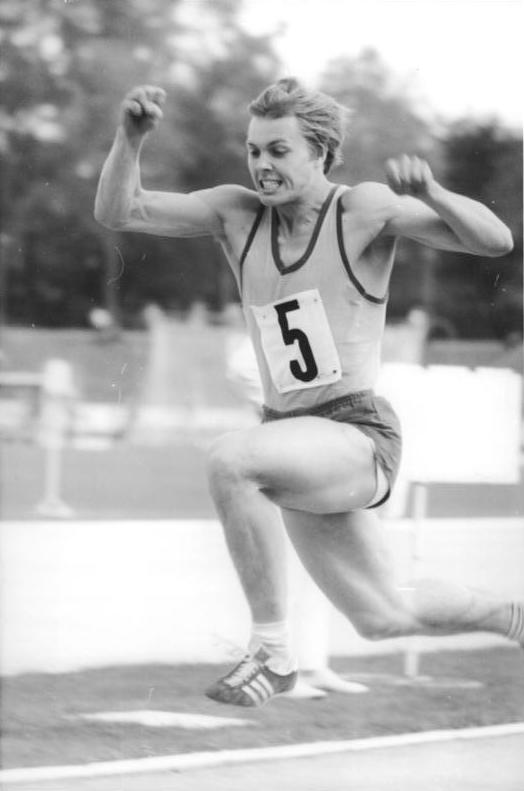
Lothar Gora belegte Rang sechs